# Вялґі
Вя́лґі (ест. Välgi küla) — село в Естонії, у волості Пейпсіяере повіту Тартумаа.

## Населення
Чисельність населення на 31 грудня 2011 року становила 41 особу.

## Історія
До 23 жовтня 2017 року село входило до складу волості Вара.

## Пам'ятки

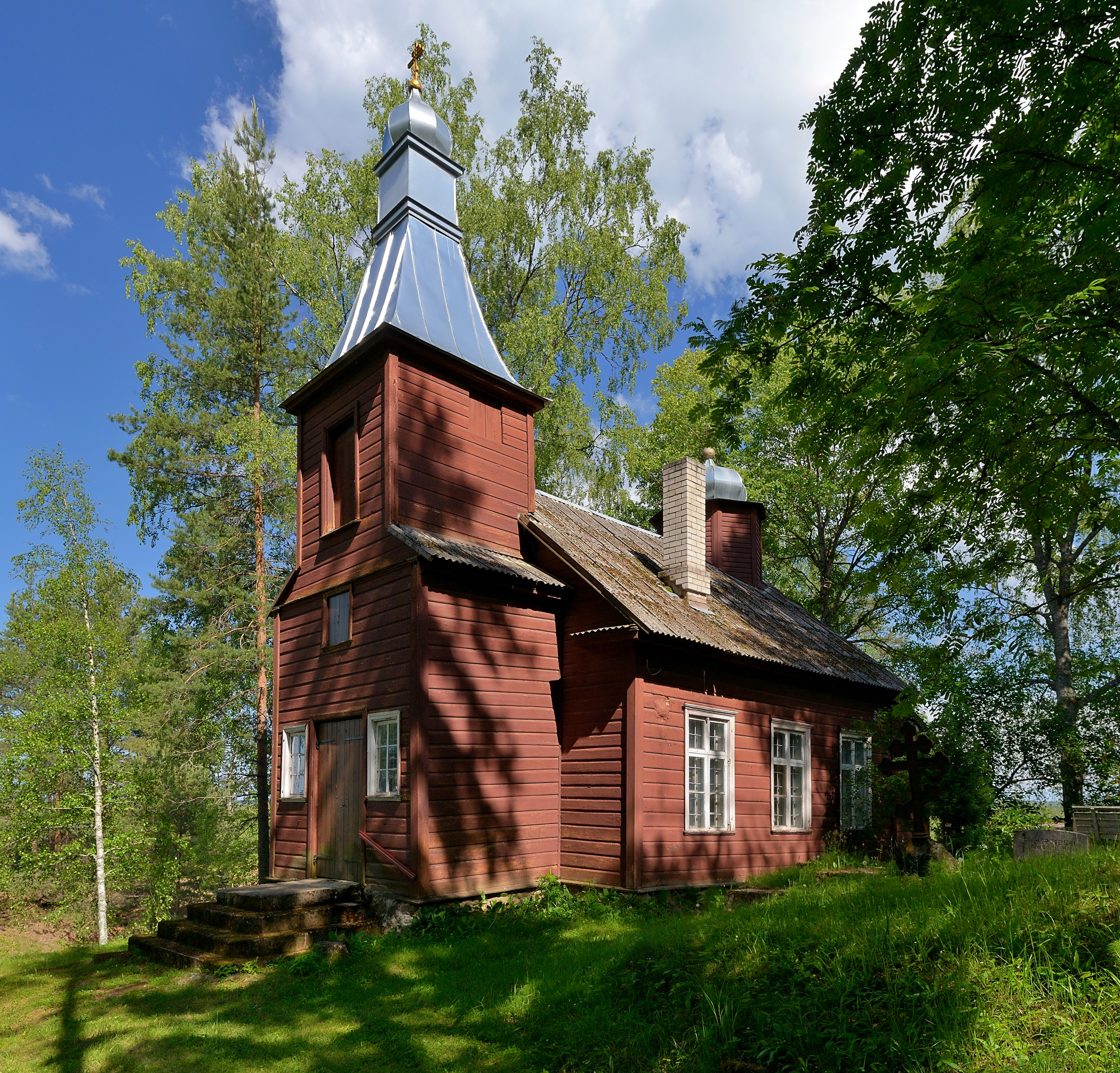
Православна церква

- Православна церква (Välgi õigeusu kirik), пам'ятка архітектури 19 століття.[2]